# Raniero Cantalamessa
Raniero Cantalamessa O.F.M.Cap. (* 25. července 1934, Colli del Tronto) je italský katolický teolog, řeholník, kněz a kardinál.

## Život
Je také literárně činný, množství jeho duchovních spisů bylo přeloženo i do češtiny.
Pravidelně přes čtyřicet let káže papežům: Janu Pavlu II., Benediktovi XVI. i Františkovi.
Dne 25. října 2020 papež František oznámil během modlitby Anděl Páně, že jej dne 28. listopadu 2020 bude kreovat kardinálem.  Kardinálská kreace proběhla dne 28. listopadu 2020 v bazilice sv. Petra.  V době jmenování přesáhl věk osmdesáti let, a proto nepatřil mezi kardinály-volitele. Je jedním z mála kardinálů, jimž papež dovolil, že nejsou povinni přijmout biskupské svěcení.  S pozicí biskupa se totiž váže značná administrativa. Pokud by byl jmenován i biskupem, neměl by dostatek času na pastoraci (kázání, zpovědi a pohovory s věřícími i nevěřícími).